# 馬亞基 (頓內茨克州)

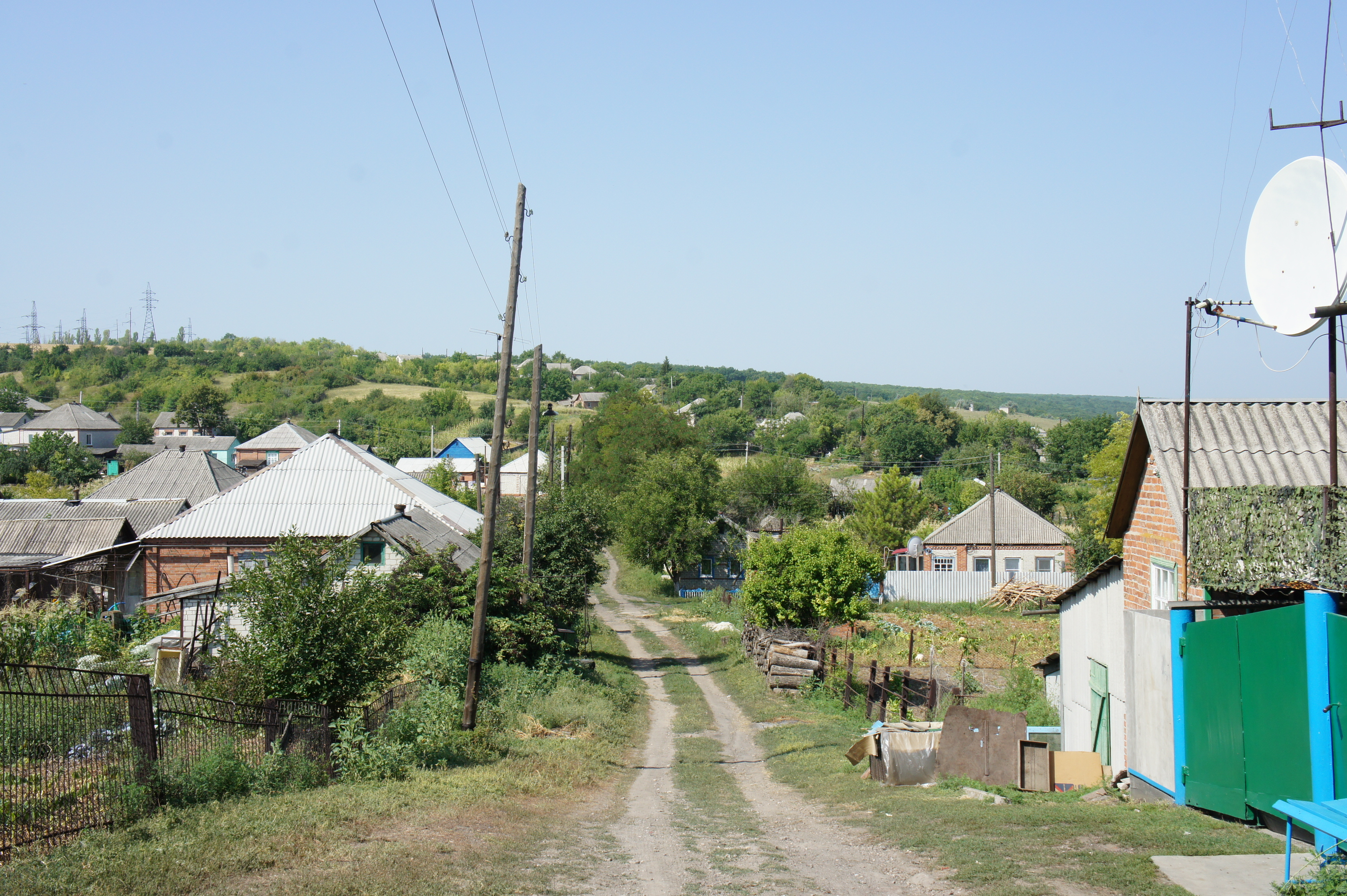
马亚基

馬亞基（羅馬化：Maiaky，直译：「燈塔」）是乌克兰東部頓內茨克州克拉马托尔斯克区斯维亚托希尔斯克市镇内的村庄。2001年人口為1286人。

## 歷史
1919年，馬亞基的苏维埃政府成立。
1943年，馬亞基附近发生战斗。2017年7月，有人在當地发现了一名納粹德國士兵和六名苏联士兵的遗骸。